# Rupiah
Nya Rupiah (Rp - Rupiah Indonesia), indonesisk rupie, är den valuta som används i Indonesien i Asien. Valutakoden är IDR. 1 rupie = 100 sen.
Valutan infördes 1965 och ersatte efter en devalvering den tidigare rupiah som infördes 1945. Denna ersatte i sin tur de olika valutor som fanns före självständigheten: den Nederländska Indien-gulden, den javanesiska rupiah och den nederländska NICA-gulden.
Vid det senaste bytet var omvandlingen 1 IDR = 1000 rupiah.

## Användning
Valutan ges ut av Bank Indonesia / Bank Sentral Republik Indonesia – BI. Denna grundades 1953 och ersatte den tidigare De Javasche Bank och har huvudkontoret i Jakarta.

## Valörer
- mynt: 100, 200, 500 och 1000 Rupiah
- underenhet: används ej, tidigare sen
- sedlar: 1000, 2000, 5000, 10 000, 20 000, 50 000 och 100 000 IDR